# Taeniophyllum rostellatum
Taeniophyllum rostellatum är en orkidéart som beskrevs av Johannes Jacobus Smith. Taeniophyllum rostellatum ingår i släktet Taeniophyllum och familjen orkidéer. Inga underarter finns listade i Catalogue of Life.